# Muhammet Akagündüz
Muhammet Hanifi „Aka“ Akagündüz (* 11. Jänner 1978 in Bingöl, Türkei) ist ein ehemaliger österreichischer Fußballspieler und heutiger -trainer.

## Leben
Akagündüz wurde in der Provinz Bingöl geboren. Er emigrierte mit seinen Eltern nach Wien und wuchs in dieser Stadt auf.

## Spielerkarriere

### Erste Berührung mit dem Fußball
Mit dem Fußballspielen begann er in Wien bei Breitensee WAT 16. Er wechselte 1996 zu FK Austria Wien. Dort verdiente er sich in der Saison 1996/97 seine ersten Sporen in der Wiener Stadtliga bei den Austria Amateuren.

### Pendler zwischen Wien und St. Pölten (1996–1999)
In der Saison 1997/98 wurde Muhammet Akagündüz erstmals in den Kader der Kampfmannschaft aufgenommen, kam aber über fünf Einsätze in Vorbereitungsspielen und zwei Einsätzen im UEFA-Intertoto-Cup nicht hinaus. Auch in der Folgesaison kamen Einsätze im Intertoto-Cup (1) und in Testspielen (3) dazu. In der Winterpause 1997 wurde er an den Zweitligisten SV Gerasdorf verliehen. In der Sommerpause musste er wieder zur Austria zurückkehren. Die Austria verlieh den jungen Wiener nach der Fusion von Gerasdorf und SKN nach St. Pölten in die zweite Bundesliga. Bei den Niederösterreichern absolvierte er in der Saison 1998/99 insgesamt 34 Meisterschaftsspiele und trug sich dabei mit 13 Treffern in die Torschützenliste ein. Mit diesen Toren hatte Akagündüz auch einen wesentlichen Anteil am zweiten Tabellenplatz der St. Pöltner, die damit nur äußerst knapp den Aufstieg in die oberste Spielklasse verpassten.
Nachdem sein Leihvertrag bei St. Pölten beendet war, kehrte er wieder nach Wien zurück. Für Austria Wien war der junge Stürmer aber weiterhin kein Thema und so verlieh man ihn auf Anfrage von VfB Admira Wacker Mödling für die Dauer des Herbstdurchganges in die Südstadt.
Zur Saison 2000/01 wechselte er in einem Tauschgeschäft mit dem damaligen Ried-Trainer Heinz Hochhauser zur SV Ried.

### Durchbruch bei der SV Ried (2000–2003)
In Ried blühte der junge Wiener zusehends auf. Unter Trainer Helmut Kronjäger entwickelte sich Akagündüz bei der SV Ried schnell zum Leistungsträger und Publikumsliebling.
Er erzielte in insgesamt 90 Meisterschaftsspielen bis zum Abstieg der Rieder aus der Bundesliga 29 Tore.

### Engagement in der Türkei (2003–2005)
Im Juni 2003 verließ Muhammet die SV Ried und ging in die Türkei nach Malatya. Für den dortigen Erstligisten erzielte in seiner ersten „Auslands“saison in 29 Begegnungen sechs Tore. Im folgenden Spieljahr 2004/05 wechselte er nach Konya und traf auch für den ebenfalls in der türkischen Süper Lig spielenden Klub bei 31 Einsätzen insgesamt sechsmal ins Netz. Im Sommer 2005 nahm Aka ein Angebot des österreichischen Rekordmeisters Rapid Wien an und kehrte nach zwei Jahren in der Türkei wieder nach Österreich zurück.

### Mit Rapid in der Champions League 2005/06
Bei Rapid Wien wurde Muhammet Akagündüz rasch zum Stammspieler. Er erzielte in 45 Pflichtspielen (Liga, Champions League und Cup) 12 Tore. Der Stürmer verließ die Hütteldorfer bereits nach einer Saison und wechselte zum türkischen Erstligisten Kayserispor. Im Januar 2007 wechselte er nach Italien zu Hellas Verona, kehrte nach deren Abstieg aber schon im August 2007 nach Österreich zur SV Ried zurück. 2008 spielte er wieder in der Türkei bei Manisaspor, im Juli 2009 wechselte er in die zweite Österreichische Bundesliga zum FC Trenkwalder Admira Wacker Mödling, wo er bereits in seinem ersten Spiel nach seiner Einwechselung das vorentscheidende Tor zum 2:0-Endstand gegen den First Vienna Football Club erzielte. Im Sommer 2010 endete sein Vertrag bei der Admira.

### Nationalmannschaft (2002–2007)
Den ersten internationalen Einsatz für Österreich absolvierte Muhammet in der U-21-Auswahl gegen Zypern unter Trainer Ernst Weber.
Seine erste Einberufung in den Kader der A-Nationalmannschaft bekam Akagündüz noch im Jahr 2001 unter Otto Barić, der ihn im Länderspiel gegen den Iran aber nur auf der Bank sitzen ließ. Sein Debüt im Nationaldress feierte er unter Hans Krankl am 12. Oktober 2002 im zur Qualifikation zur Europameisterschaft 2004 zählenden Länderspiel gegen Belarus in Minsk. Akagündüz wurde dabei in der 75. Minute eingewechselt und fixierte mit seinem ersten Teamtor in der 88. Spielminute den 2:0-Sieg der Österreicher. Danach spielte der noch bei der SV Ried unter Vertrag stehende 1,72 m große Stürmer noch in den Partien gegen die Niederlande (0:3) und gegen Norwegen (0:1), bevor er bis zum Schottlandspiel im Jahr 2005 auf seine nächste Einberufung warten musste. Sein letztes Spiel bestritt er im Februar 2007 gegen Malta.

## Trainerkarriere
Nach seinem Karriereende trainierte er ab Jänner 2012 in der Akademie des SK Rapid Wien. Mit der U16-Mannschaft von Rapid wurde Akagündüz 2016 Meister. Mit der U19 (2. Mannschaft des SK Rapid) gewann er im August 2018 das Nachwuchsturnier Ruhr-Cup. Zur Saison 2016/17 übernahm er die Amateure der Rapidler, die er im März 2019 verließ.
Im Oktober 2020 kehrte er wieder zu Rapid als Trainer der U-14 und als Bereichsleiter und Individualtrainer bis zur Altersklasse U15 zurück. Ab November 2021 trainierte er zudem interimistisch die U-18-Rapids.
Im Jänner 2022 übernahm Akagündüz den Zweitligisten FC Dornbirn 1913. Nach neun Partien als Cheftrainer trennten sich die Vorarlberger im April 2022 wieder von Akagündüz. In seiner Amtszeit holte Dornbirn zwei Siege in neun Partien und rutschte auf den vorletzten Tabellenrang.

## Erfolge
- Champions-League-Gruppenphase: 2005/06 (Rapid)
- 10 Länderspiele und ein Tor für die österreichische Nationalmannschaft